# Michel Kunz
Michel Kunz (* 10. März 1959) ist ein Schweizer Manager. Er war vom 1. April bis 14. Dezember 2009 (als Nachfolger von Ulrich Gygi) Konzernleiter der Schweizerischen Post. Von Mai 2010 bis Ende 2015 war er CEO der Orell Füssli Holding AG. Seit 2016 ist er Leiter für Anlagen und Technologie bei der SBB.

## Leben
Von 1980 bis 1984 studierte Kunz Elektroingenieurswissenschaften an der ETH Zürich. Nach einigen Jahren beruflicher Tätigkeit machte er 1990/1991 eine Fortbildung zum Betriebsökonom und 1992/1993 den Bachelor of Business Administration.
Von 1996 bis 1998 setzte er seine Ausbildung an der Graduate School of Business Administration in Zürich mit dem Master of Business Administration fort. 
Er ist verheiratet und Vater zweier Töchter.

## Weblink
- Michel Kunz auf der Website der Orell Füssli Holding AG